# Studenec, Ljubljana
Studenec je naselje v Ljubljani, spada v Četrtno skupnost Moste. Svoječasno je bilo naselje samostojno, kasneje je postalo del Ljubljane. Leta 1881 je bila na Studencu odprta prva bolnišnica za duševne bolezni na Kranjskem, danes je tam Psihiatrična klinika Ljubljana.